# Jean Bailly
Jean-Marie Bailly (* 31. Mai 1922 in Saint-Germain-le-Châtelet, Territoire de Belfort; † 20. April 1984 in Paris) war ein französischer Politiker der Union für die Neue Republik UNR (Union pour la Nouvelle République) und deren Nachfolgeorganisationen, der zwischen 1962 und 1969 Mitglied der Nationalversammlung (Assemblée nationale) war. Er fungierte im Kabinett Chaban-Delmas 1969 zunächst als Staatssekretär im Ministerium für Wirtschaft und Finanzen von 1969 bis 1972 als Staatssekretär für Handel im Ministerium für Wirtschaft und Finanzen. 1971 war er zudem kurzzeitig Mitglied des Senats (Sénat).

## Leben
Jean-Marie Bailly war das neunte von elf Kindern und begann nach dem Abitur (Baccalauréat) ein Studium der Rechtswissenschaften, welches er mit einem Lizenziat (Licencié en droit) beendete. Im Anschluss begann er zunächst seine berufliche Laufbahn im Finanzministerium und 1953 ein Studium an der elitären Verwaltungshochschule ENA (École nationale d’administration), welches er als Angehöriger des Jahrgangs Promotion Albert Thomas 1955 mit einem Diplom abschloss. Zu seinen Kommilitonen gehörten der spätere Außenminister und Senator Jean François-Poncet, die spätere Abgeordnete und Sozialministerin Nicole Questiaux, Jacques Toutain, der ebenfalls Senator wurde, sowie Antoine Veil, späterer Generaldirektor des Patronenherstellers Manurhin und Ehemann der Politikerin Simone Veil. Nach Beendigung dieses Studiums kehrte er ins Finanzministerium zurück, wurde jedoch als Zivilverwalter der Generaldirektion für Zölle und indirekte Steuern (Direction générale des douanes et impôts indirects) zugeordnet. 1959 wurde er Projektleiter im Generalsekretariat der Communauté française, eine durch die Verfassung der Fünften Französischen Republik vom 4. Oktober 1958 geschaffene Staaten- und Völkergemeinschaft der ehemaligen Französischen Union (Union française).
Bei der Parlamentswahl am 25. November 1962 wurde Bailly für die Union für die Neue Republik UNR (Union pour la Nouvelle République) als Nachfolger von Henri Dorey erstmals zum Mitglied der Nationalversammlung (Assemblée nationale) gewählt und vertrat nach seinen Wiederwahlen am 12. März 1967 für die Union der Demokraten für die Fünfte Republik UD-Ve (Union des Démocrates pour la Ve République)sowie 30. Juni 1968 für die Union der Demokraten der Republik UDR (Union des démocrates pour la République) den zweiten Wahlkreis des Territoire de Belfort. Er gehörte der Nationalversammlung vom 6. Dezember 1962 bis zum 22. Juli 1969 an, woraufhin Paul Robert dieses Mandat übernahm. Er war zwischen 1962 und 1967 außerdem erstmals Mitglied des Generalrates des Territoire de Belfort und vertrat in diesem den Kanton Delle.
Am 22. Juni 1969 wurde Jean Bailly als Staatssekretär im Ministerium für Wirtschaft und Finanzen (Secrétaire d’Etat auprès du ministre de l’économie et des finances) in das Kabinett Chaban-Delmas berufen und bekleidete dieses Amt als einer der engsten Mitarbeiter des Ministers für Wirtschaft und Finanzen Valéry Giscard d’Estaing bis zum 3. Juli 1969. Im Anschluss fungierte er im Ministerium für Wirtschaft und Finanzen zwischen dem 3. Juli 1969 und dem 5. Juli 1972 als Staatssekretär für Handel (Secrétaire d’Etat au commerce). Bei der Senatswahl am 26. September 1971 wurde er für die UDR für das Territoire de Belfort zum Mitglied des Senats (Sénat) gewählt, gehörte diesem jedoch nur vom 2. Oktober bis zu seinem Mandatsverzicht am 2. November 1971 an, da er wieder in das Kabinett Chaban-Delmas berufen wurde. Daneben war er als Vertreter für den Kanton Belfort-Est zwischen 1970 und seiner Ablösung durch Jacques Bichet 1976 erneut Mitglied des Generalrates des Territoire de Belfort. Daneben war er zwischen 1971 und 1974 auch noch Bürgermeister von Belfort.